# Facette articulaire claviculaire de la scapula
La facette articulaire claviculaire de la scapula est une petite facette ovale sur le bord médial de l'acromion pour l'articulation avec la facette acromiale de la clavicule.
Le ligament coraco-acromial est attaché près de la facette claviculaire.

## Galerie

Omoplate gauche : facette articulaire claviculaire de la scapula représentée en rouge.
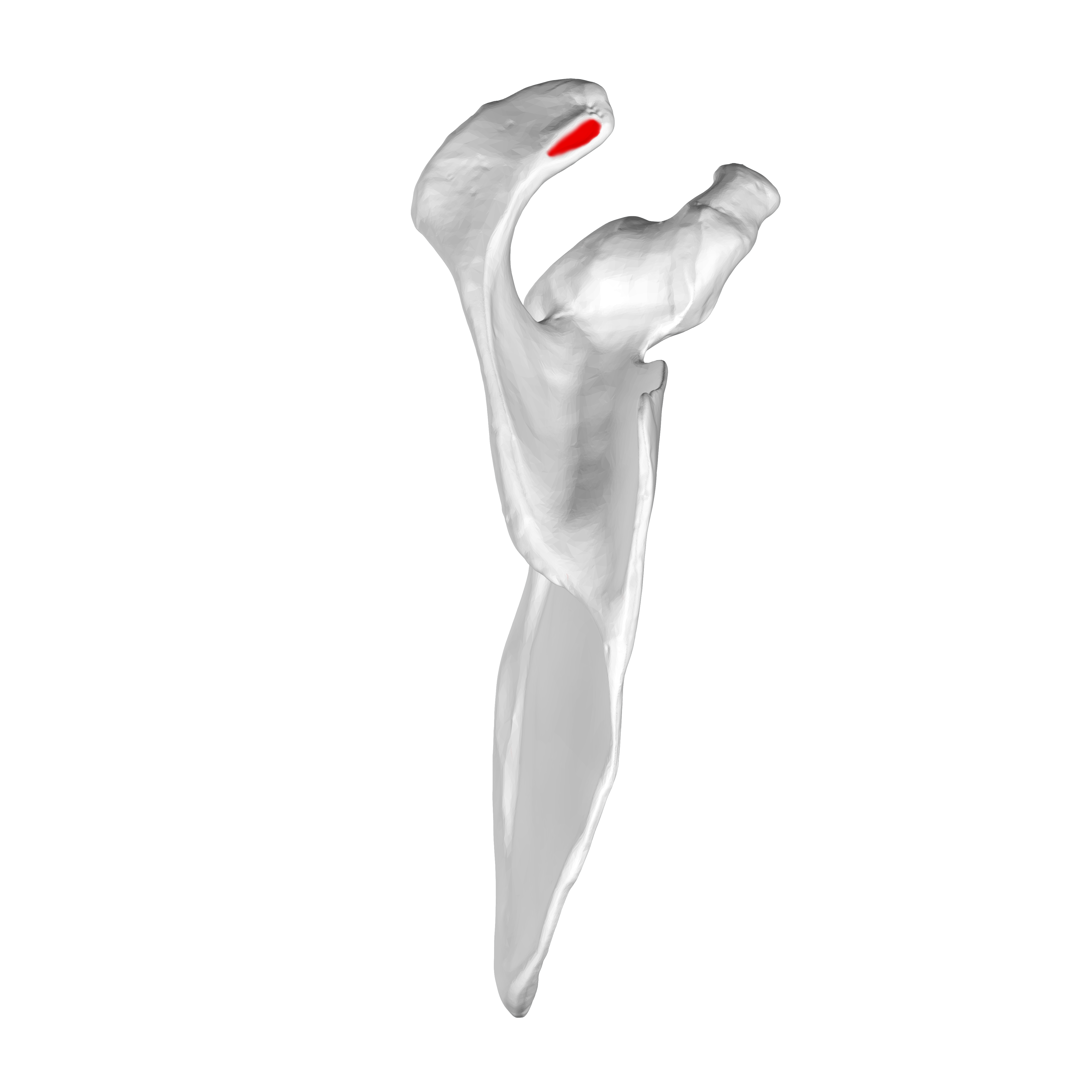
Vue de dessus médiale : facette articulaire claviculaire de la scapula représentée en rouge.
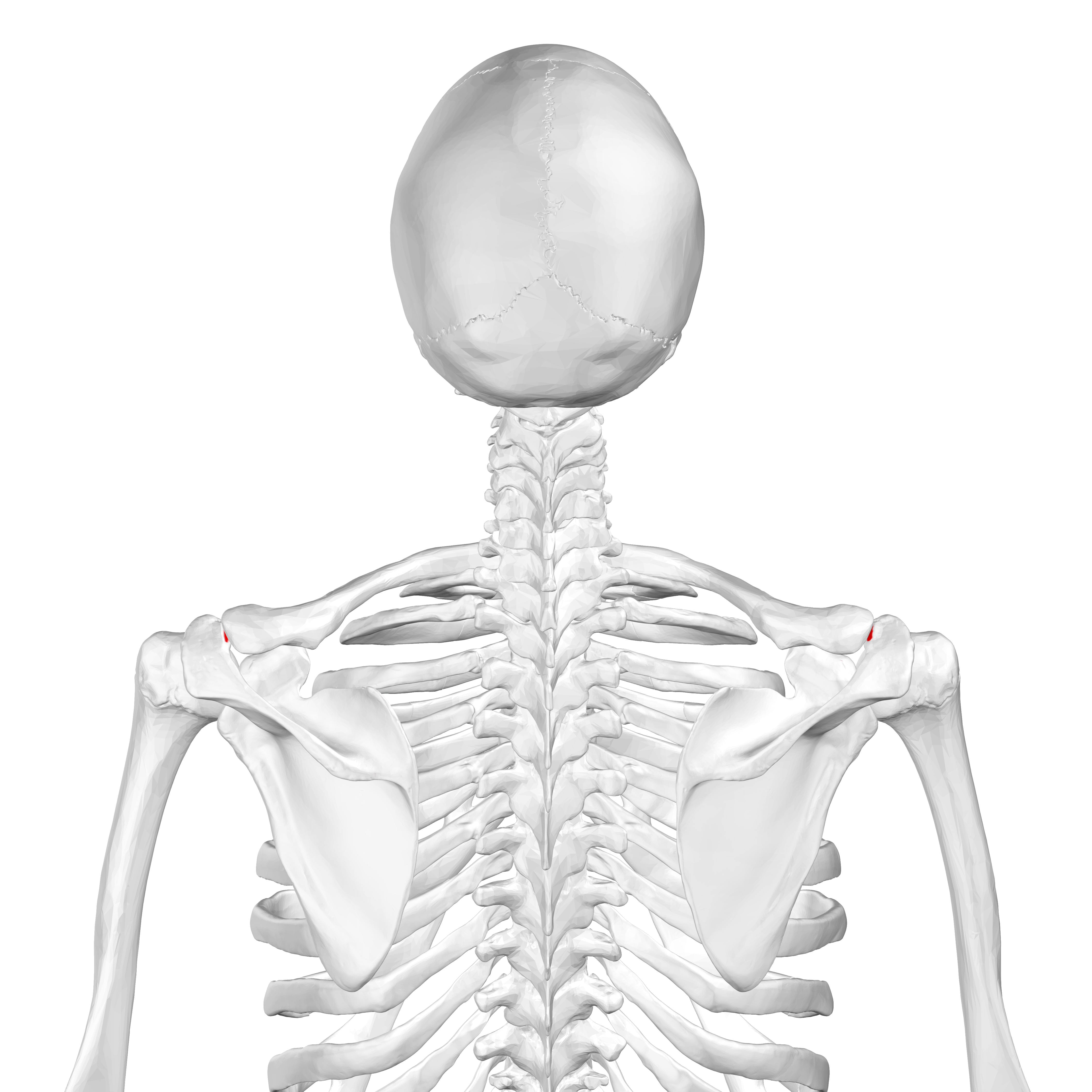
Vue postérieure : facette articulaire claviculaire de la scapula représentée en rouge.